# Andrea Andreozzi
Andrea Andreozzi (ur. 25 sierpnia 1967 w Maceracie) – włoski duchowny katolicki, biskup Fano-Fossombrone-Cagli-Pergola od 2023.

## Życiorys
Święcenia kapłańskie otrzymał 26 października 1996 i został inkardynowany do archidiecezji Fermo. Pracował głównie jako duszpasterz parafialny oraz jako wykładowca instytutów katolickich w Fermo. W 2014 został ojcem duchownym archidiecezjalnego seminarium, a w 2020 objął funkcję rektora Seminarium Umbryjskiego w Asyżu.
3 maja 2023 papież Franciszek mianował go ordynariuszem diecezji Fano-Fossombrone-Cagli-Pergola. Sakry biskupiej udzielił mu 18 czerwca 2023 arcybiskup Rocco Pennacchio.